# Panama City (Florida)
Panama City is een stadje met ongeveer 37.635 inwoners (2016) aan de Golf van Mexico in het noorden van de staat Florida.
Het toerisme is een grote bron van inkomsten voor de stad, omdat water rondom Panama City ruimschoots aanwezig is. Het brengt veel toeristen naar het gebied. Er zijn veel koraalriffen en scheepswrakken te vinden in de Golf van Mexico waarop gedoken kan worden. Het gebied is zeer geschikt om te zwemmen en te snorkelen.

## Plaatsen in de nabije omgeving
De onderstaande figuur toont nabijgelegen plaatsen in een straal van 8 km rond Panama City.

## Geboren
- Pete Oakley (1949), golfer
- Mike Campbell (1950), gitarist en producer (Tom Petty and the Heartbreakers)
- Dan Peek (1950), gitarist, zanger
- Janay DeLoach (12 oktober 1985), atlete
- Thomas Shields (11 juli 1991), zwemmer
- Kenny Saief (17 december 1993), voetballer